# Saison 4 de Pretty Little Liars
Chronologie
Saison 3 Saison 5
Cet article présente le guide des épisodes de la quatrième saison de la série télévisée américaine Pretty Little Liars.

## Généralités
- La première partie de la saison a été diffusée entre 11 juin 2013 et le 27 août 2013. Un épisode spécial d'Halloween a été diffusé le 22 octobre 2013, il sert également de backdoor pilot au spin-off Ravenswood. La deuxième partie a ensuite été diffusée entre le 7 janvier 2014 et le 18 mars 2014. Un épisode hors-série a été diffusé avant le lancement de la saison, le 4 juin 2013.
- Au Canada, la première partie a été diffusée en simultanée sur MuchMore puis à la suite du changement de nom de la chaîne, la deuxième partie a été diffusée sur M3.
- En France, la saison a été diffusée sur Orange Max. La première partie a été diffusée entre le 29 mars 2014 et le 10 mai 2014, l'épisode d'Halloween a été inclus dans la première partie. La deuxième partie a été diffusée entre le 5 juillet 2014 et le 30 août 2014. Elle a ensuite été rediffusée intégralement sur June qui la diffuse aussi en Belgique et en Suisse. C'est la dernière saison à être rediffusée sur June à la suite du rachat de la chaîne.
- Au Québec, elle a été diffusée intégralement entre le 25 août 2014 et le 2 mars 2015 sur VRAK.TV.

## Sypnosis de la saison
Alors que le mystère plane toujours sur la mort d'Alison DiLaurentis, Spencer sort de Radley et va faire une découverte qui va tout bouleverser. Mona va dévoiler le repaire et se "rendre" avec "ses" quatre amies. Elle va aussi essayer de se rapprocher d'Hanna et de regagner sa confiance. Les filles vont retrouver la voiture de Wilden, qui a été sortie du lac, toujours vaseuse. À l'intérieur, un film montre la mère de Hanna percutant Wilden. Le coffre est cabossé, à son ouverture les Liars en compagnie de Mona découvrent un porc mort. La mère de Hanna est suspectée du meurtre de Wilden. Pendant ce temps, Emily rencontre des difficultés sportives, familiales, et amoureuses. Aria tente de se remettre de sa séparation avec Ezra en fréquentant son professeur de karaté, Jake. Au cours de cette saison nous allons apprendre que Alison DiLaurentis est toujours en vie dans la nature.

## Distribution de la saison

### Acteurs principaux
- Troian Bellisario (VF : Sandra Valentin) : Spencer Hastings
- Ashley Benson (VF : Karine Foviau) : Hanna Marin
- Tyler Blackburn (VF : Stanislas Forlani) : Caleb Rivers (épisodes 1 à 14)
- Lucy Hale (VF : Élisabeth Ventura) : Aria Montgomery
- Ian Harding (VF : Thomas Roditi) : Ezra Fitz
- Laura Leighton (VF : Danièle Douet) : Ashley Marin
- Shay Mitchell (VF : Ingrid Donnadieu) : Emily Fields
- Janel Parrish (VF : Geneviève Doang) : Mona Vanderwaal
- Sasha Pieterse (VF : Cécile Nodie) : Alison DiLaurentis

### Acteurs récurrents
- Keegan Allen (VF : Hervé Rey) : Toby Cavanaugh
- Nia Peeples (VF : Odile Schmitt) : Pam Fields
- Lesley Fera (VF : Céline Monsarrat) : Veronica Hastings
- Andrea Parker (VF : Françoise Rigal) : Jessica DiLaurentis
- Lindsey Shaw (VF : Marie-Eugénie Maréchal) : Paige McCullers
- Cody Christian (VF : Olivier Martret) : Mike Montgomery
- Nolan North (VF : Georges Caudron) : Peter Hastings
- Aeriél Miranda (VF : Charlotte Campana) : Shana Fring
- Larisa Oleynik (VF : Lydia Cherton) : Maggie Cutler
- Sean Faris (VF : Adrien Larmande) : Gabriel Holbrook
- Luke Kleintank (VF : Pierre Boulanger (acteur)) : Travis Hobbs[1] (7 épisodes)
- Ryan Guzman (VF : Julien Allouf) : Jake

### Invités
- Holly Marie Combs (VF : Vanina Pradier) : Ella Montgomery
- Chad Lowe (VF : Patrick Mancini) : Byron Montgomery
- Tammin Sursok (VF : Adeline Chetail) : Jenna Marshall
- Torrey DeVitto (VF : Véronique Desmadryl) : Melissa Hastings
- Bryce Johnson (VF : Alexandre Gillet) : Darren Wilden
- Julian Morris (VF : Alexis Tomassian) : Wren Kingston
- Drew Van Acker (VF : Emmanuel Garijo) : Jason DiLaurentis
- Brant Daugherty (VF : Thierry D'Armor) : Noel Kahn
- Ryan Merriman (VF : Jean-François Cros) : Ian Thomas
- Roark Critchlow (VF : Arnaud Arbessier) : Tom Marin
- Jim Titus (VF : Daniel Lobé) : Barry Maple
- Eric Steinberg (VF : Constantin Pappas) : Wayne Fields
- John O'Brien (VF : Fabrice Lelyon) : Principal Hackett
- Vanessa Ray (VF : Julia Vaidis-Bogard) : CeCe Drake
- Edward Kerr (VF : Michel Dodane) : Ted Wilson
- Brandon W. Jones (VF : Nicolas Bacon) : Andrew Campbell
- Steve Talley (VF : Damien Boisseau) : Zack
- Roma Maffia (VF : Frédérique Cantrel) : Linda Tanner
- Meg Foster (VF : Pascale Jacquemont) : Carla Grunwald
- Rumer Willis : Zoe[2] (épisode 8)
- Wes Ramsey : Jesse Lindall[3] (épisodes 17 et 18)

## Épisodes

### Épisode 0:Guide pratique du mensonge à Rosewood
- États-Unis : 4 juin 2013 sur ABC Family
- France : 29 mars 2014 sur OCS

- États-Unis : 1,13 million de téléspectateurs (première diffusion)

### Épisode 1:A pour la vie
- États-Unis : 11 juin 2013 sur ABC Family[4]
- France : 29 mars 2014 sur OCS
- Québec : 25 août 2014 sur VRAK.TV[5]

- États-Unis : 2,97 millions de téléspectateurs[6] (première diffusion)

### Épisode 2:Talons aiguilles
- États-Unis : 18 juin 2013 sur ABC Family
- France : 29 mars 2014 sur OCS
- Québec : 1er septembre 2014 sur VRAK.TV

- États-Unis : 2,92 millions de téléspectateurs[7] (première diffusion)

### Épisode 3:Touche pas à ma mère
- États-Unis : 25 juin 2013 sur ABC Family
- France : 5 avril 2014 sur OCS
- Québec : 8 septembre 2014 sur VRAK.TV

- États-Unis : 2,25 millions de téléspectateurs[8] (première diffusion)

### Épisode 4:Bas les masques
- États-Unis : 2 juillet 2013 sur ABC Family
- France : 5 avril 2014 sur OCS
- Québec : 15 septembre 2014 sur VRAK.TV

- États-Unis : 2,16 millions de téléspectateurs[9] (première diffusion)

### Épisode 5:Gamma Zeta
- États-Unis : 9 juillet 2013 sur ABC Family
- France : 12 avril 2014 sur OCS
- Québec : 22 septembre 2014 sur VRAK.TV

- États-Unis : 2,3 millions de téléspectateurs[10] (première diffusion)

### Épisode 6:Virée à Ravenswood
- États-Unis : 16 juillet 2013 sur ABC Family
- France : 12 avril 2014 sur OCS
- Québec : 29 septembre 2014 sur VRAK.TV

- États-Unis : 2,35 millions de téléspectateurs[11] (première diffusion)

### Épisode 7:À tort ou à raison
- États-Unis : 23 juillet 2013 sur ABC Family
- France : 19 avril 2014 sur OCS
- Québec : 6 octobre 2014 sur VRAK.TV

- États-Unis : 2,86 millions de téléspectateurs[12] (première diffusion)

### Épisode 8:Le Manuel de la petite fille coupable
- États-Unis : 30 juillet 2013 sur ABC Family
- France : 19 avril 2014 sur OCS
- Québec : 13 octobre 2014 sur VRAK.TV

- États-Unis : 2,31 millions de téléspectateurs[13] (première diffusion)

### Épisode 9:Joyeux anniversaire, Emily!
- États-Unis : 6 août 2013 sur ABC Family
- France : 26 avril 2014 sur OCS
- Québec : 20 octobre 2014 sur VRAK.TV

- États-Unis : 2,65 millions de téléspectateurs[14] (première diffusion)

### Épisode 10:Le miroir à trois faces
- États-Unis : 13 août 2013 sur ABC Family
- France : 26 avril 2014 sur OCS
- Québec : 27 octobre 2014 sur VRAK.TV

- États-Unis : 2,385 millions de téléspectateurs[15] (première diffusion)

### Épisode 11:Un habitant au sous-sol
- États-Unis : 20 août 2013 sur ABC Family
- France : 3 mai 2014 sur OCS
- Québec : 3 novembre 2014 sur VRAK.TV

- États-Unis : 2,263 millions de téléspectateurs[16] (première diffusion)

### Épisode 12:Tour de passe-passe
- États-Unis : 27 août 2013 sur ABC Family
- France : 3 mai 2014 sur OCS
- Québec : 10 novembre 2014 sur VRAK.TV

- États-Unis : 3,325 millions de téléspectateurs[17] (première diffusion)

À la suite des événements, les policiers recherchent quelqu'un pour le meurtre de Darren Wilden et il s'agit de CeCe Drake. Les menteuses se mettent à recevoir des colis de la part de "A". Elles reçoivent un cercueil avec une poupée de Mona à l'intérieur, des boules magiques ainsi qu'une boite contenant une scie. Alors que les filles pensent que quelque chose va arriver à Mona, Spencer comprend qu'il s'agit d'un spectacle de magie qui se déroulera à Ravenswood l'après-midi même. 

### Épisode 13:Six pieds sous terre
- États-Unis : 22 octobre 2013 sur ABC Family[18]
- France : 10 mai 2014 sur OCS
- Québec : 17 novembre 2014 sur VRAK.TV

- États-Unis : 3,184 millions de téléspectateurs[19] (première diffusion)

### Épisode 14:Toc, toc, toc. Qui est là?
- États-Unis : 7 janvier 2014 sur ABC Family[20]
- France : 5 juillet 2014 sur OCS
- Québec : 24 novembre 2014 sur VRAK.TV

- États-Unis : 3,171 millions de téléspectateurs[21] (première diffusion)

### Épisode 15:Celle qui aimait raconter des histoires
- États-Unis : 14 janvier 2014 sur ABC Family
- France : 12 juillet 2014 sur OCS
- Québec : 1er décembre 2014 sur VRAK.TV

- États-Unis : 2,393 millions de téléspectateurs[22] (première diffusion)

### Épisode 16:Rencontres inespérées
- États-Unis : 21 janvier 2014 sur ABC Family
- France : 19 juillet 2014 sur OCS
- Québec : 5 janvier 2015 sur VRAK.TV

- États-Unis : 2,632 millions de téléspectateurs[23] (première diffusion)

### Épisode 17:Mords-toi la langue
- États-Unis : 28 janvier 2014 sur ABC Family
- France : 26 juillet 2014 sur OCS
- Québec : 12 janvier 2015 sur VRAK.TV

- États-Unis : 2,494 millions de téléspectateurs[24] (première diffusion)

### Épisode 18:Ne jamais dire jamais
- États-Unis : 4 février 2014 sur ABC Family
- France : 2 août 2014 sur OCS
- Québec : 19 janvier 2015 sur VRAK.TV

- États-Unis : 2,164 millions de téléspectateurs[25] (première diffusion)

### Épisode 19:Théâtre d'ombres
- États-Unis : 11 février 2014 sur ABC Family
- France : 9 août 2014 sur OCS
- Québec : 26 janvier 2015 sur VRAK.TV

- États-Unis : 2,161 millions de téléspectateurs[26] (première diffusion)

### Épisode 20:Chute libre
- États-Unis : 18 février 2014 sur ABC Family
- France : 16 août 2014 sur OCS
- Québec : 2 février 2015 sur VRAK.TV

- États-Unis : 2,558 millions de téléspectateurs[27] (première diffusion)

### Épisode 21:Entre vérité et mensonges
- États-Unis : 25 février 2014 sur ABC Family
- France : 16 août 2014 sur OCS
- Québec : 9 février 2015 sur VRAK.TV

- États-Unis : 2,171 millions de téléspectateurs[28] (première diffusion)

### Épisode 22:Couvre-moi
- États-Unis : 4 mars 2014 sur ABC Family
- France : 23 août 2014 sur OCS
- Québec : 16 février 2015 sur VRAK.TV

- États-Unis : 2,064 millions de téléspectateurs[29] (première diffusion)

Nathaniel Buzolic : Dean

### Épisode 23:À tombeau presque ouvert
- États-Unis : 11 mars 2014 sur ABC Family
- France : 23 août 2014 sur OCS
- Québec : 23 février 2015 sur VRAK.TV

- États-Unis : 1,947 million de téléspectateurs[30] (première diffusion)

- Nathaniel Buzolic : Dean
- Drew Van Acker : Jason DiLaurentis

### Épisode 24:A comme Assassin
- États-Unis : 18 mars 2014 sur ABC Family
- France : 30 août 2014 sur OCS
- Québec : 2 mars 2015 sur VRAK.TV

- États-Unis : 3,116 millions de téléspectateurs[31] (première diffusion)